# 千品耕暁
千品 耕暁（ちしな こうぎょう、生没年不詳）とは、明治時代の浮世絵師、日本画家。

## 来歴
尾形月耕の門人で耕暁と号す。月耕が東京桶町に住んでいた期間（1887 - 1903年）に入門している。明治35年（1902年）の日本絵画協会・日本美術院連合絵画共進会に作品を合わせて４点出品しており、明治37年頃には日露戦争を描いた錦絵を残す。「うちわ絵」は田植えの様子を描く。

## 作品
- 「西行」　明治35年春季、第十二回日本絵画協会・第七回日本美術院連合絵画共進会
- 「夢」　明治35年秋季、第十三回日本絵画協会・第八回日本美術院連合絵画共進会
- 「富士詣」　同上
- 「胡蝶」　同上
- 「日露戦争画報其ノ一　仁川海戦」　大判3枚続　明治37年頃
- 「うちわ絵」　紙本着色　制作年不明、悳俊彦コレクション